# Рыси
Ры́си (лат. Lynx, др.-рус. *рьсъ «рыжий») — род хищных млекопитающих семейства кошачьих, наиболее близкий к роду кошек (Felis). Рыси являются самыми крупными представителями подсемейства малых кошек. 
К нему относятся несколько видов кошек средних размеров:
- Обыкновенная рысь (Lynx lynx)
- Канадская рысь (Lynx canadensis); некоторые источники считают её подвидом обыкновенной рыси
- Пиренейская рысь (Lynx pardinus). Водится на юго-западе Испании (большая часть — в Национальном парке Доньяна). Внесена в Приложение I CITES (Конвенции о международной торговле вымирающими видами дикой фауны и флоры), а также в списки Всемирного союза охраны природы (IUCN), в категорию 1 (животные, подвергающиеся угрозе исчезновения).
- Рыжая рысь (Lynx rufus)
- † Lynx issiodorensis

Степная рысь и болотная рысь, несмотря на названия, филогенетически не относятся к данному роду.
Рысь — типичная кошка, хотя величиной с крупную собаку, которую отчасти напоминает своим укороченным телом и длинноногостью. Очень характерна голова рыси: сравнительно небольшая, округлая и очень выразительная. Рост обычной рыси достигает 55 см, канадской от 48 см до 56 см, а пиренейской — от 60 до 70 см. От других кошачьих рыси отличаются коротким хвостом и кисточками на концах ушей. Масса тела рыси от 10 до 20 кг.
В скандинавской традиции рысь была священным животным богини Фрейи. Считалось, что рыси впряжены в её колесницу, но на самом деле это были кошки породы Норвежская лесная, похожие на рысь, или их предки лесные коты, чей ареал достигал Ютландии и Шотландии.. Древние греки верили, что острый взор рыси способен пронзать насквозь непрозрачные предметы. Своё научное название это животное получило от др.-греч. λύγξ, рысь.

## Галерея
- Обыкновенная рысь
- Канадская рысь
- Пиренейская рысь
- Рыжая рысь
- Ископаемый череп Lynx issiodorensis